# Hamilton Goold-Adams
Hamilton Goold-Adams (ur. 27 czerwca 1858 w hrabstwie Cork, zm. 12 kwietnia 1920 w Kapsztadzie) – irlandzki żołnierz i administrator kolonialny w służbie brytyjskiej, w latach 1915-1920 gubernator Queenslandu.

## Życiorys

### Młodość i kariera wojskowa
Jako młody chłopak początkowo był kadetem Royal Navy, ale ostatecznie podjął służbę w British Army. Po otrzymaniu szlifów oficerskich wyjechał do kolonii południowoafrykańskich, gdzie doszedł do stopnia majora, na który został awansowany w 1895. Walczył w II wojnie burskiej, biorąc udział m.in. w oblężeniu Mafeking.

### Administrator kolonialny
W latach 1901–1907 był zastępcą gubernatora Kolonii Rzeki Oranje. W latach 1911–1914 kierował brytyjską administracją na Cyprze w randze wysokiego komisarza. W latach 1915–1920 zajmował stanowisko gubernatora Queenslandu, mające już wówczas głównie ceremonialny charakter.

### Śmierć
Po zakończeniu kadencji gubernatorskiej w 1920, Goold-Adams wracał do Wielkiej Brytanii drogą morką, jednak podczas rejsu zapadł na ciężkie zapalenie opłucnej. Podczas postoju statku w porcie w Kapsztadzie został przeniesiony do szpitala na lądzie, ale lekarze nie zdołali już mu pomóc. Zmarł w wieku 61 lat.

## Odznaczenia
W 1902 został Kawalerem Orderu św. Michała i św. Jerzego. W 1907 został awansowany do najwyższej klasy tego orderu, Rycerza Wielkiego Krzyża, co pozwoliło mu dopisywać przed nazwiskiem tytuł Sir. Oprócz tego był też Kawalerem Orderu Łaźni.